# All You Can Eat (groupe)
Pour les articles homonymes, voir All You Can Eat.
All You Can Eat est un groupe de punk hardcore allemand, originaire de Dessau, Saxe-Anhalt.

## Biographie
All You Can Eat est formé en 2008 en tant que pur groupe de punk hardcore et change de style musical avec le changement de chanteur. Au moment de la formation du groupe, tous les musiciens fréquentaient le lycée Heinrich-Heine à Wolfen. En 2008, Florian Kunze (basse électrique), Martin Eurich (chant) et Steven Lawrenz (guitare électrique) y obtiennent leur baccalauréat. L'année suivante, Max Rosenthal (guitare électrique) obtient également son diplôme au lycée. En 2012, Tino Seidler obtient son baccalauréat. En 2010, le groupe sort un EP en auto-produit intitulé Lambs Become Lions.
Le 4 janvier 2013, Seekers, leur premier album, également auto-produit, sort en Allemagne. Le 28 avril 2013, le groupe annonce avoir signé un contrat d'enregistrement avec Radtone Music afin de pouvoir distribuer Seekers sur le marché japonais. L'album sort le 12 juin 2013 au Japon par le biais du label. L'album a été masterisé par Christoph Wieczorek d'Annisokay.
Le groupe joue au Dessau Allstars en tant que tête d'affiche avec des groupes comme Annisokay et Versus the Sky devant près de 1 000 spectateurs. Le 28 juin 2013, le groupe est vu pour la première fois au festival Mair, où il joue sur la Painstage. En outre, le groupe a déjà joué avec des groupes comme Tasters, Texas in July, For the Fallen Dreams, Bury Your Dead, Broadway, Hopes Die Last, Hands Like Houses, Betrayal, His Statue Falls et Narziss.
Le 14 juillet 2013, les musiciens annoncent sur Facebook la séparation du groupe. Un concert d'adieu a lieu le 26 octobre 2013 au Beatclub de Dessau. His Statue Falls, Annisokay, Eye Sea I, Versus the Sky et Keep It for Tomorrow étaient présents.

## Style musical
Sur l'EP Lambs Become Lions sort en 2010, le groupe jouait un mélange de metalcore, de punk hardcore new school et de hardcore mélodique, qui a déjà été comparé de manière isolée à des groupes comme For the Fallen Dreams, Stick to Your Guns et The Ghost Inside. Le style du groupe a largement changé avec le changement de chanteur, qui était devenu inévitable en raison d'un chevauchement de temps entre les études commencées entre-temps et le travail avec le groupe.
Le groupe joue aujourd'hui une sorte de post-hardcore, dans lequel on peut entendre des influences de la musique pop, de la musique électronique et de la musique classique. Sur l'album Seekers, le chanteur a complètement renoncé aux screamings, hurlements et autres chants gutturaux. Du point de vue du chant, le groupe peut être comparé à Hands Like Houses et Emarosa, qui ont également renoncé aux chants gutturaux jusqu'à présent. Les textes, tous écrits en anglais, abordent des questions personnelles et de philosophie de vie. Partyausfall compare parfois la musique à des groupes comme Bullet for My Valentine et 30 Seconds to Mars. Le critique attribue également au groupe des influences issues du post-rock.

## Discographie

### Albums studio
- 2010 : Lambs Become Lions  (EP, autoproduction)
- 2013 : Seekers (album, autoproduction, sorti au Japon au label Radtone Music)